# Estação Jardines
A Estação Jardines é uma das estações do Trem Urbano de San Juan, situada em Bayamón, entre a Estação Torrimar e a Estação Deportivo. É administrada pela Alternate Concepts Inc..
Foi inaugurada em 17 de dezembro de 2004. Localiza-se entre a Rua Marginal Norte e a Rua Marginal Sur. Atende o bairro de Juan Sánchez.